# Bahía de Coronado
Bahía de Coronado är en vik i Costa Rica.   Den ligger i provinsen Puntarenas, i den södra delen av landet, 120 km söder om huvudstaden San José.